# Josh Parker
Pour les articles homonymes, voir Parker.
Joshua Kevin Stanley Parker, parfois abrégé Josh Parker, né le 1er décembre 1990 à Slough en Angleterre, est un footballeur international antiguayen évoluant au poste d'attaquant à Oxford City.

## Biographie

### En club
Le 28 janvier 2017, il rejoint le Gillingham FC.
Le 31 janvier 2019, il rejoint Charlton Athletic.
Le 1er août 2019, il rejoint Wycombe Wanderers.

### En équipe nationale
Joshua Parker joue pour la première fois pour la sélection d'Antigua-et-Barbuda le 10 novembre 2010 contre le Suriname.
Il marque son premier but avec sa sélection le 9 octobre 2014 contre Sainte-Lucie.

## Palmarès
- Champion de Serbie en 2016 avec l'Étoile rouge de Belgrade.